# Fignévelle
Fignévelle település Franciaországban, Vosges megyében. Lakosainak száma 50 fő (2022. január 1.). Fignévelle Lironcourt, Les Thons, Bousseraucourt, Godoncourt és Grignoncourt községekkel határos.

## Népesség
A település népességének változása:
| Lakosok száma | 52   | 46   | 47   | 45   | 46   | 47   | 48   | 49   | 50   |
|               | 2013 | 2015 | 2016 | 2017 | 2018 | 2019 | 2020 | 2021 | 2022 |